# Куклы (Волынская область)
Куклы́ (укр. Кукли) — село в Маневичской поселковой общине Камень-Каширского района Волынской области Украины.
До 2020 года входило в Маневичский район.
Код КОАТУУ — 0723683601. Население по переписи 2001 года составляет 835 человек. Почтовый индекс — 44640. Телефонный код — 3376. Занимает площадь 2,07 км².